# Ханибал Магон
Вижте пояснителната страница за други личности с името Ханибал.
Вижте пояснителната страница за други личности с името Магон.
Ханибал Магон (на латински: Hannibal Mago; † 406 пр.н.е.) е син на Гиско и внук на Хамилкар I.
Той e суфет на Картаген през 410 пр.н.е.. През 409 пр.н.е. e рабимаханат – командир на картагенската войска, изпратена на Сицилия да помогне на гръцкия град Сегеста против Селинунт. Превзема град Селинунт в Битката при Селинунт и град Химера в Битката при Химера.
През 406 пр.н.е. умира от чума (по средновековни паметни записки, вероятно от друго) по време на обсадата на Агригент. Негов приемник става Химилкон II.